# Сонфон
Сонфон (англ. Sonfon, Confon) — наиболее значительное внутреннее озеро Сьерра-Леоне. Имеет тектоническое происхождение. Располагается на территории округа Койнадугу в Северной провинции, в 205 км к северо-востоку от столицы страны.
Сонфон находится на высоте 549 м над уровнем моря в горах Сула. Площадь озера составляет 2,6 км². Наибольшая глубина — 8 м. Принимает воды семи небольших ручьёв. Сточное, на юге соединяется с верховьями бассейна реки Пампана.
На базе озера предлагается создать национальный парк Лейк-Сонфон площадью 51,8 км².